# Kinkaku-ji

Kinkaku-ji  (金閣寺) eller Guldpaviljongen officiellt Rokuon-ji  är en av de mest kända byggnaderna i Kyoto, Japan.  Trevåningsbyggnaden är klädd i bladguld och kröns av en fågel Fenix i brons. Guldpaviljongen byggdes ursprungligen som en elegant villa, kallat Kitoyamapalatset, 1397 åt shogunen Ashikaga Yoshimitsu som avsagt sig sina officiella plikter. Yoshimitsu bestämde att byggnaden skulle omvandlas zenbuddhisttempel efter hans död, under ledning munken Muso Soseki. Byggnaden brändes ned 1950 av en ung munk, en händelse som skildras i romanen Den gyllene paviljongens tempel av Yukio Mishima. Templet återuppbyggdes 1955. 1987 och 2002 genomgick guldpaviljongen  reparationer   och 1995 kom tempelområdet med på världsarvslistan som en del av världsarvet Historiska monument i det gamla Kyoto.

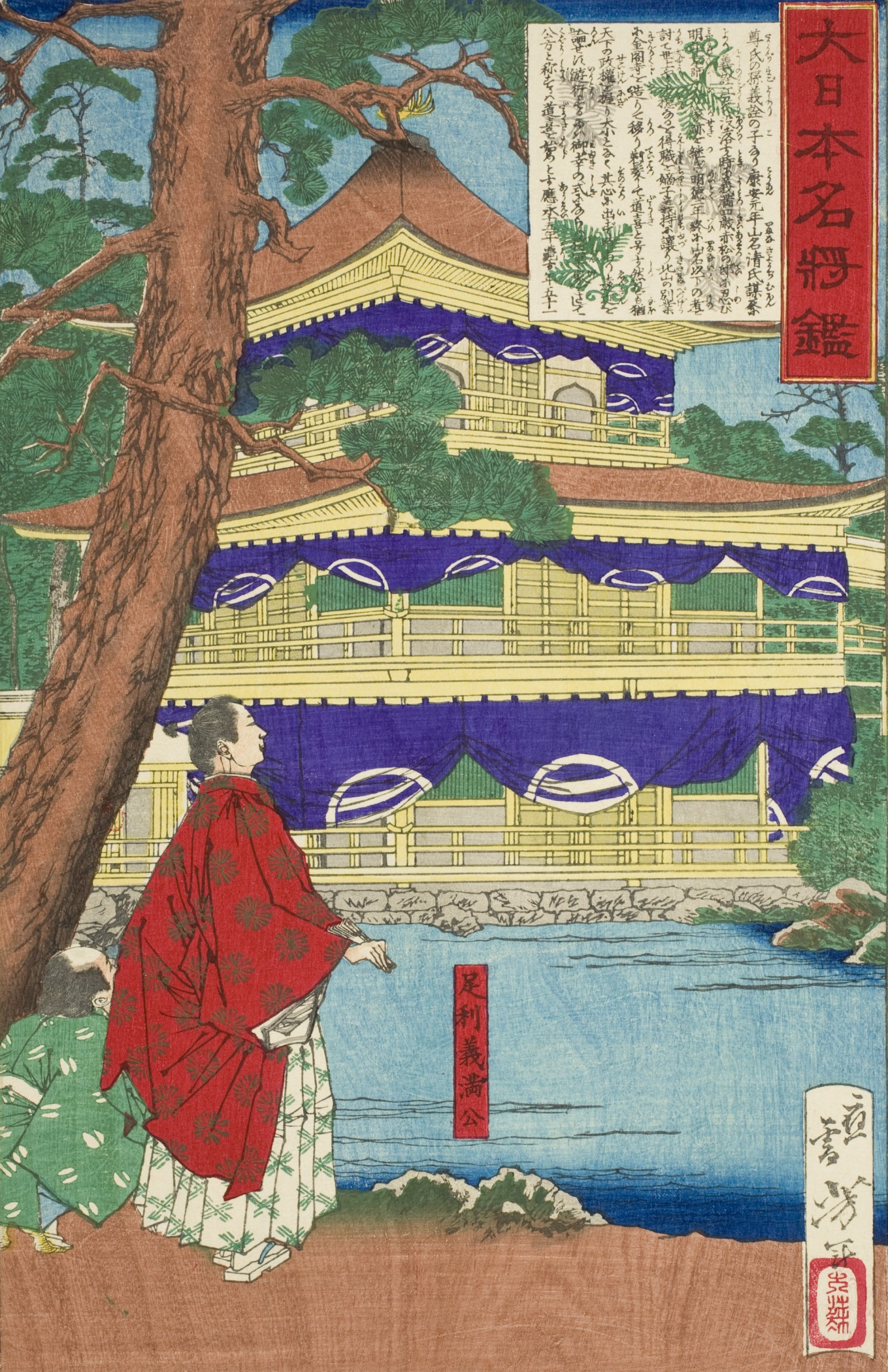
Yoshimitsu och paviljongen
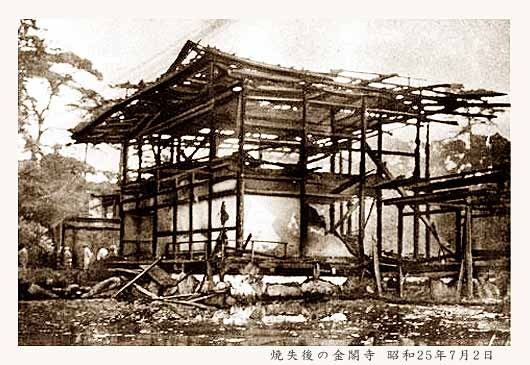
Nedbränd paviljong
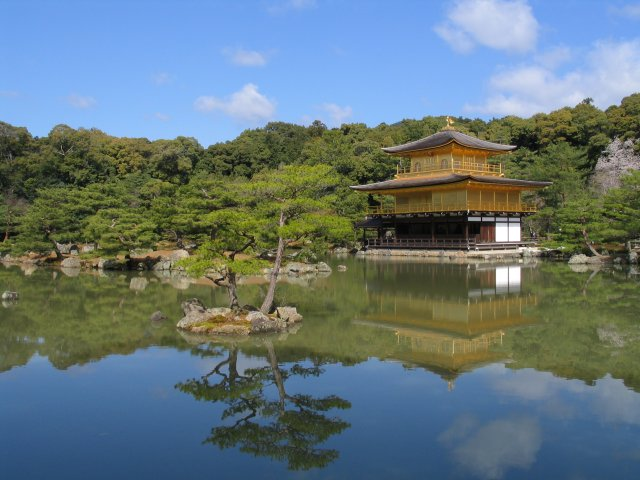
Paviljongen sedd från tempelgården